# Astragalus parvicarinatus
Astragalus parvicarinatus är en ärtväxtart som beskrevs av S.B.Ho. Astragalus parvicarinatus ingår i släktet vedlar, och familjen ärtväxter. Inga underarter finns listade i Catalogue of Life.